# 科普特禮天主教明亞教區
科普特禮天主教明亞教區（拉丁語：Eparchia Hermopolitana）是埃及一個東儀天主教（科普特禮）教區，屬亞歷山大宗主教區。
成立於1895年11月26日。2003年有40,530名教友、廿六個堂區、四十二名司鐸。現任教區主教為布特罗斯·法西姆·阿瓦德·汉纳。